# 라토
앨리사 미셸 스티븐스(Alyssa Michelle Stephens, 1998년 12월 22일~)는 예명 라토(Latto)로 더 잘 알려진 미국의 래퍼이다. 2016년에 미스 물라토(Miss Mulatto)라는 예명으로 <더 랩 게임>에 출연해 우승을 차지했다. 물라토는 2019년에 싱글 "Bitch from da Souf"를 발매했고, 이는 그의 노래 중 처음으로 빌보드 핫 100에 진입했다. 2020년에 데뷔 정규 음반 Queen of da Souf를 발매했고, 이는 빌보드 200 44위를 기록했다.
2021년에 예명을 라토로 변경한 후 싱글 "Big Energy"가 빌보드 핫 100 3위를 기록하면서 메인스트림에 진출했다. 2022년에 2번째 정규 음반 777 을 발매했고, 이는 빌보드 200 15위를 기록했다. 2023년에 그래미 어워드 최우수 신인 아티스트 후보에 올랐다. 정국의 싱글 "Seven"에 피처링했고, 이는 그의 노래 중 처음으로 핫 100 1위를 기록했다.

## 생애
앨리사 미셸 스티븐스는 1998년 12월 22일에 오하이오주 콜럼버스에서 흑인 아버지와 백인 어머니 사이에서 태어났고, 2살 때 조지아주 애틀랜타로 이사 갔다. 학교에서 피부색이 밝다는 이유로 괴롭힘을 당했고, 이를 계기로 예명을 "미스 물라토"라고 지었다. 웨스트코스트 힙합을 들으면서 자랐고, 10살 때 래퍼가 되기로 결심했다.

## 경력

### 2016-2018: <더 랩 게임>
미스 물라토는 2016년에 저메인 듀프리와 퀸 라티파가 제작한 리얼리티 쇼 <더 랩 게임>에 참가해 우승을 차지했다. 듀프리는 그에게 소 소 데프 레코드와의 계약을 제안했으나, 그는 조건이 만족스럽지 않다며 이를 거절했다.

### 2019-2020:Queen of da Souf
물라토는 2019년에 싱글 "Bitch from da Souf"를 발매했고, 이는 그의 노래 중 처음으로 빌보드 핫 100에 진입해 최고 순위 95위를 기록했다. 2020년 3월에 RCA 레코드와 계약했고, 8월에 XXL 프레시맨 클래스에 선정되었다. 데뷔 정규 음반 Queen of da Souf를 발매했고, 이는 빌보드 200 44위를 기록했다. 9월에 BET 힙합 어워드 최우수 신인 힙합 아티스트 후보에 올랐다.

### 2021-현재: 예명 변경과 "Big Energy"
2021년 3월에 "Bitch From Da Souf"로 애틀랜타 출신 여자 래퍼 처음으로 플래티넘 인증을 받았다. 한편 물라토가 피부색 차별 용어라는 논란이 일자 5월에 예명을 라토로 변경했다.
라토는 2021년 9월에 싱글 "Big Energy"를 발매했고, 이는 빌보드 핫 100 3위에 오르며 그의 가장 성공한 노래가 되었다. 2022년 3월에 2번째 정규 음반 777을 발매했고, 6월에 BET 어워드 최우수 신인 아티스트를 수상했다. 7월에 싱글 "Pussy"를 발매했고, 이는 MTV 비디오 뮤직 어워드 비디오 포 굿 후보에 올랐다. 11월에 그래미 어워드 최우수 신인 아티스트 후보에 올랐다.
2023년 2월에 싱글 "Lottery"를 발매했다. 7월에 정국의 싱글 "Seven"에 피처링했고, 이는 그의 노래 중 처음으로 핫 100 1위를 기록했다. 포브스 30 언더 30에 선정되었다.

## 자선활동
라토는 "평생의 성공을 달성하기 위한 자원과 지원을 제공함으로써 위험에 처한 젊은 여성들에게 힘을 실어주기 위해" 2021년에 윈 섬 기브 섬 재단을 설립했다.

## 사생활
라토는 2016년에 옷 가게 및 레코딩 스튜디오 핏스탑을 설립했다.
2019년에 다른 여성으로 오인되어 절도 혐의로 체포되었다. 이후 노래 "Fuck Rice Street"를 발매해 경찰에 대한 분노를 표현했다.

## 음반 목록
정규 음반
- Queen of da Souf (2020)
- 777 (2022)

## 투어
- 빅 라토 투어 (2019)
- 777 투어 (2022)[19]

## 수상 및 후보
| 시상식                     | 연도 | 후보                                                                | 부문                      | 결과 | 각주   |
| -------------------------- | ---- | ------------------------------------------------------------------- | ------------------------- | ---- | ------ |
| 그래미 어워드              | 2023 | 본인                                                                | 최우수 신인 아티스트      | 후보 | [ 20 ] |
| 그래미 어워드              | 2023 | "Big Energy"                                                        | 최우수 멜로딕 랩 퍼포먼스 | 후보 | [ 20 ] |
| 빌보드 뮤직 어워드         | 2022 | 본인                                                                | 탑 랩 여성 아티스트       | 후보 | [ 21 ] |
| 빌보드 우먼 인 뮤직 어워드 | 2023 | 본인                                                                | 파워하우스 어워드         | 수상 | [ 22 ] |
| 소울 트레인 뮤직 어워드    | 2021 | "Go Crazy Remix" (크리스 브라운, 영 서그 feat. 퓨처, 릴 더크, 라토) | 올해의 비디오             | 후보 | [ 23 ] |
| 소울 트레인 뮤직 어워드    | 2021 | "Go Crazy Remix" (크리스 브라운, 영 서그 feat. 퓨처, 릴 더크, 라토) | 최우수 콜라보레이션       | 후보 | [ 23 ] |
| 아메리칸 뮤직 어워드       | 2022 | 본인                                                                | 올해의 신인 아티스트      | 후보 | [ 24 ] |
| 아메리칸 뮤직 어워드       | 2022 | 본인                                                                | 최애 여성 힙합 아티스트   | 후보 | [ 24 ] |
| 아메리칸 뮤직 어워드       | 2022 | "Big Energy"                                                        | 최애 힙합 노래            | 후보 | [ 24 ] |
| 아이하트라디오 뮤직 어워드 | 2023 | "Big Energy"                                                        | 올해의 노래               | 후보 | [ 25 ] |
| 아이하트라디오 뮤직 어워드 | 2023 | "Big Energy"                                                        | 올해의 틱톡 노래          | 후보 | [ 25 ] |
| 아이하트라디오 뮤직 어워드 | 2023 | "Big Energy"                                                        | 최애 샘플 사용            | 후보 | [ 25 ] |
| 아이하트라디오 뮤직 어워드 | 2023 | 본인                                                                | 최우수 신인 힙합 아티스트 | 수상 | [ 25 ] |
| 피플스 초이스 어워드       | 2022 | 본인                                                                | 2022년의 신인 아티스트    | 수상 | [ 26 ] |
| 피플스 초이스 어워드       | 2024 | 본인                                                                | 올해의 힙합 아티스트      | 후보 | [ 27 ] |
| 피플스 초이스 어워드       | 2024 | "Seven" (정국 feat. 라토)                                           | 올해의 콜라보레이션 노래  | 후보 | [ 27 ] |
| BET 어워드                 | 2022 | 본인                                                                | 최우수 여성 힙합 아티스트 | 후보 | [ 28 ] |
| BET 어워드                 | 2022 | 본인                                                                | 최우수 신인 아티스트      | 수상 | [ 28 ] |
| BET 어워드                 | 2023 | "Big Energy Remix"                                                  | 최우수 콜라보레이션       | 후보 | [ 29 ] |
| BET 어워드                 | 2023 | 본인                                                                | 최우수 여성 힙합 아티스트 | 수상 | [ 29 ] |
| BET 힙합 어워드            | 2020 | 본인                                                                | 최우수 신인 힙합 아티스트 | 후보 | [ 30 ] |
| BET 힙합 어워드            | 2022 | "Big Energy"                                                        | 올해의 노래               | 수상 | [ 31 ] |
| BET 힙합 어워드            | 2022 | 777                                                                 | 올해의 힙합 음반          | 후보 | [ 31 ] |
| BET 힙합 어워드            | 2022 | "Pussy"                                                             | 임팩트 트랙               | 후보 | [ 31 ] |
| BET 힙합 어워드            | 2023 | "Put It on da Floor Again"                                          | 올해의 노래               | 후보 | [ 32 ] |
| BET 힙합 어워드            | 2023 | "Put It on da Floor Again"                                          | 최우수 콜라보레이션       | 후보 | [ 32 ] |
| 엠넷 아시안 뮤직 어워드    | 2023 | "Seven"                                                             | 최우수 콜라보레이션       | 수상 | [ 33 ] |
| 엠넷 아시안 뮤직 어워드    | 2023 | "Seven"                                                             | 최우수 뮤직 비디오        | 후보 | [ 33 ] |
| MTV 비디오 뮤직 어워드     | 2021 | "Sex Lies"                                                          | 푸시 올해의 퍼포먼스      | 후보 | [ 34 ] |
| MTV 비디오 뮤직 어워드     | 2022 | 본인                                                                | 최우수 신인 아티스트      | 후보 | [ 35 ] |
| MTV 비디오 뮤직 어워드     | 2022 | "Big Energy"                                                        | 최우수 힙합               | 후보 | [ 35 ] |
| MTV 비디오 뮤직 어워드     | 2022 | "Pussy"                                                             | 비디오 포 굿              | 후보 | [ 35 ] |
| MTV 비디오 뮤직 어워드     | 2022 | "Big Energy Remix"                                                  | 여름의 노래               | 후보 | [ 35 ] |
| MTV 유럽 뮤직 어워드       | 2021 | 본인                                                                | 최우수 푸시               | 후보 | [ 36 ] |
| MTV 유럽 뮤직 어워드       | 2022 | "Pussy"                                                             | 비디오 포 굿              | 후보 | [ 37 ] |

기타 수상
- MTV 글로벌 푸시 아티스트 - 2021년 2월[38]
- 기브 허 플라허스 어워드 (2022) - 빅 팜 에너지 어워드[39]
- <버라이어티> 히트메이커 어워드 (2022) - 신인 아티스트[40]